# Egebæk
Egebæk er en lille by i Sydvestjylland med 1.107 indbyggere  (2024). Egebæk er beliggende nær Vadehavet seks kilometer syd for Ribe. Byen tilhører Esbjerg Kommune og er beliggende i Vester Vedsted Sogn. Byen deler byskilt med- og grænser op til nabostaden Hviding, under navnet Egebæk-Hviding.
Som indbygger i Egebæk er det  muligt at dyrke sport og motion, via medlemskab af klubben Hviding IF. Foreningen har hjemme ved Kultur- og Aktivitetscenter Egebæk-Hviding.